# Sam Oomen
Sam Oomen (Tilburg, 15 agosto 1995) è un ciclista su strada olandese che corre per il team Lidl-Trek. Professionista dal 2016, si è piazzato nono al Giro d'Italia 2018.

## Carriera
Professionista dal 2016 con il Team Giant-Alpecin, coglie la sua prima vittoria imponendosi nella terza tappa del Tour de l'Ain 2016; in stagione è anche terzo al Critérium International. Nel 2017 partecipa ai campionati del mondo di Bergen con il Team Sunweb (ex Giant-Alpecin) vincendo l'oro nella cronometro a squadre.
Nel 2018 disputa un ottimo Giro d'Italia, che, nonostante il ruolo di supporto al capitano Tom Dumoulin, chiude al nono posto finale; poche settimane dopo è anche settimo al Giro di Svizzera. Nel 2019 vince la maglia bianca come miglior giovane alla Tirreno-Adriatico.

## Palmarès
- 2012 (Juniores)

3ª tappa Grand Prix Rüebliland (Sulz > Sulz)
Classifica generale Grand Prix Rüebliland
- 2013 (Juniores)

Campionati olandesi, Prova a cronometro Juniores
- 2015 (Rabobank Development, cinque vittorie)

1ª tappa Rhône-Alpes Isère Tour (Charvieu-Chavagneux > Saint-Alban-de-Roche)
Classifica generale Rhône-Alpes Isère Tour
2ª tappa Tour des Pays de Savoie (Cluses > Saint-Jorioz)
4ª tappa Tour des Pays de Savoie (Orelle > Orelle, cronometro)
Parigi-Tours Espoirs
- 2016 (Giant-Shimano, due vittorie)

3ª tappa Tour de l'Ain (Nantua > Lélex-Monts Jura)
Classifica generale Tour de l'Ain

### Altri successi
- 2012 (Juniores)

Classifica giovani Grand Prix Rüebliland
- 2014 (Rabobank Development)

Classifica scalatori Tour de Bretagne
- 2015 (Rabobank Development)

Classifica a punti Rhône-Alpes Isère Tour
Classifica giovani Rhône-Alpes Isère Tour
Classifica giovani Tour des Pays de Savoie
Classifica scalatori Tour des Pays de Savoie
Classifica giovani Tour Alsace
- 2016 (Giant-Shimano)

Classifica giovani Tour de l'Ain
- 2017 (Sunweb)

Campionati del mondo, Cronometro a squadre
- 2018 (Sunweb)

Classifica giovani Volta ao Algarve
- 2019 (Sunweb)

Classifica giovani Tirreno-Adriatico
- 2022 (Jumbo-Visma)

1ª tappa Vuelta a España (Utrecht, cronosquadre)

## Piazzamenti

### Grandi Giri
- Giro d'Italia

2018: 9º
2019: ritirato (14ª tappa)
2020: 21º
2022: 20º
2023: 36º
- Vuelta a España

2017: ritirato (14ª tappa)
2021: 18º
2022: 29º
2024: 33º

### Classiche monumento
- Milano-Sanremo

2018: 48º
2021: 69º
- Liegi-Bastogne-Liegi

2016: 26º
2017: 47º
2018: 12º
2021: 94º
2022: 31º
2023: non partito
2024: 70º
- Giro di Lombardia

2016: 38º
2017: 11º
2018: 27º
2021: 80º
2022: 47º
2023: ritirato

### Competizioni mondiali
- Campionati del mondo

Limburgo 2012 - In linea Junior: 85º
Toscana 2013 - Cronometro Junior: 36º
Toscana 2013 - In linea Junior: 32º
Ponferrada 2014 - Cronosquadre: 26º
Ponferrada 2014 - In linea Elite: 30º
Richmond 2015 - In linea Under-23: 22º
Bergen 2017 - Cronosquadre: vincitore
Innsbruck 2018 - Cronosquadre: 2º
Innsbruck 2018 - In linea Elite: 14º
Imola 2020 - In linea Elite: 45º
Zurigo 2024 - In linea Elite: 49º

### Competizioni europee
- Campionati europei

Frýdek-Místek 2013 - Cronometro Juniores: 30°
Plumelec 2016 - In linea Elite: 20°